# Великобритания (остров)
Вижте пояснителната страница за други значения на Великобритания.
Великобритания (на английски: Great Britain; на уелски: Prydain Fawr; на шотландски келтски: Breatainn Mhòr; на корнуолски: Breten Veur; на шотландски германски: Great Breetain) е най-големият от Британските острови. Неговата територия е поделена между страните Англия, Шотландия и Уелс от състава на Обединеното кралство Великобритания и Северна Ирландия със столица град Лондон.
Островът се простира на северозапад от континенталната част на Европа. Въпреки неговия особен климат, той често се избира за почивка от туристите поради неговите привлекателни дестинации.
Великобритания често се бърка с Англия или с цялото Обединено кралство. Дори доста британци объркват различните понятия. Обединеното кралство е многонационална държава. В нея са включени англичани, шотландци, уелсци и северноирландци. Всички те по историческа традиция имат отделни национални отбори по футбол, както и по редица други спортове, напр. по кърлинг.
Името Великобритания произлиза от името на римската провинция Британия, която е включвала Англия и Уелс. Древните римляни са наричали келтите, които са живеели по тези острови, с името британи.

## Името „Албион“
Албион е най-старото известно име на острова. Римляните вероятно го назовават така във връзка с латинското albus – бял, заради известните бели варовити скални брегове на югоизточното крайбрежие на Дувър. Името е вероятно от келтски произход. Алфред Холдер, немски филолог, го превежда (Alt-Keltischer Sprachschatz, 1896 г.) като Weissland (бяла земя).
Името „Албион“ най-вероятно идва от наименованието на древната родина на саксите Северна Албиния, локализираща се в Северна Германия.